# Белогалица
Белога́лица (укр. Білогалиця) — село,
Зиновский сельский совет,
Путивльский район,
Сумская область,
Украина.
Код КОАТУУ — 5923882802. Население по переписи 2001 года составляло 63 человека.

## Географическое положение
Село Белогалица находится в 3-х км от правого берега реки Сейм.
На расстоянии до 1,5 км расположены сёла Курдюмово, Солнцево, Понизовка, Жары и Червоное Озеро.
По селу протекает пересыхающий ручей с запрудой.
Рядом проходит автомобильная дорога Т-1908.